# Якибчук Тетяна Михайлівна
Тетяна Михайлівна Якибчук (21 листопада 1968 , Сімферополь ) — українська і російська паралімпійська легкоатлетка. Майстер спорту України міжнародного класу. Заслужений працівник фізичної культури і спорту Республіки Крим.
Була членом збірної України з легкої атлетики серед спортсменів з ураженнями опорно-рухового апарату . 17-кратна чемпіонка України. Переможниця Паралімпійських ігор 2008 і срібна призерка Паралімпіади 2004. Авторка трьох рекордів України серед спортсменів з ураженнями опорно-рухового апарату.

## Спортивна кар'єра
Народилася 21 листопада 1968 року в Сімферополі з діагнозом дитячий церебральний параліч. До семи років жила в дитячому будинку. У дитинстві її двічі удочеряли через фінансові причини, однак потім повертали в дитбудинок. Після дитячого будинку навчалася в інтернаті тп швейному училищі. Працювала на швейній фабриці. Закінчила Харківський інститут соціального прогресу.
У 1996 році через запалення спинного мозку її тіло повністю паралізувало. Для реабілітації займалася плаванням, проте 1997 року їй запропонували зайнятися метанням дисків. Відтоді її тренерам з легкої атлетики були Марина Володимирівна Воєводська і Віктор Милентійович Лис.
У 2003 року почала виступати на міжнародних змаганнях. Першим її закордонним турніром став чемпіонат Європи з легкої атлетики для людей з ураженням опорно-рухового апарату в Нідерландах, де вона завоювала три срібні нагороди.
На Паралімпійських іграх 2004 року в Афінах завоювала срібло. За цю медаль влада Криму подарувала їй телевізор, мобільний телефон і машину марки «Таврія». Після цього брала участь у Всесвітніх іграх 2005 року уражених ДЦП з легкої атлетики, які проходили в США. На турнірі завоювала дві золоті медалі і встановила світовий рекорд у штовханні ядра. На чемпіонаті Європи 2006 року з легкої атлетики в Нідерландах стала тричі золотою медалісткою. Перебуваючи в Нідерландах, Тетяна Якибчук впала з коляски, а проведена томографія виявила пухлину головного мозку. У Криму їй зробили операція, після якої вона через три місяці почала готуватися до Паралімпійських ігор 2008 року.
У 2007 році брала участь у чемпіонаті світу з легкої атлетики у Фінляндії, де посіла друге місце. У березні 2008 року на чемпіонаті України з легкої атлетики серед інвалідів Якибчук посіла друге місце . На Паралімпіаді 2008 року в Пекіні завоювала золото в метанні диска (клас F32-34 / 51-53) . Після перемоги в Китаї представники влади Криму і Сімферополя пообіцяли вручити спортсменці нову квартиру. Якибчук отримала українську нагороду «Герої спортивного року-2008» в номінації «Сильні духом».
У 2012 році брала участь у чемпіонаті Європи з легкої атлетики в Словаччині і завоювала золоту медаль . Також Якибчук стала переможницею чемпіоната Європи зі штовхання ядра , що пройшов у Стадсканалі. Переможний результат у штовханні ядра — 5,63 метрів. Окрім цього, Якибчук посіла шосте місце в метанні списа (10,93 метра) . Того ж року напередодні міжнародного жіночого дня голова Ради міністрів Криму Анатолій Могильов вручив Якибчук іменні наручні годинники й пообіцяв допомогти розв'язати квартирне питання. Перед стартом Паралімпійських ігор 2012 року в Лондоні перебувала на 8-у місці в рейтингу, проте для поїздки їй було необхідно мати 5-е місце, тому тренери збірної України не додали Якибчук до складу української команди на поїздку до Великої Британії .

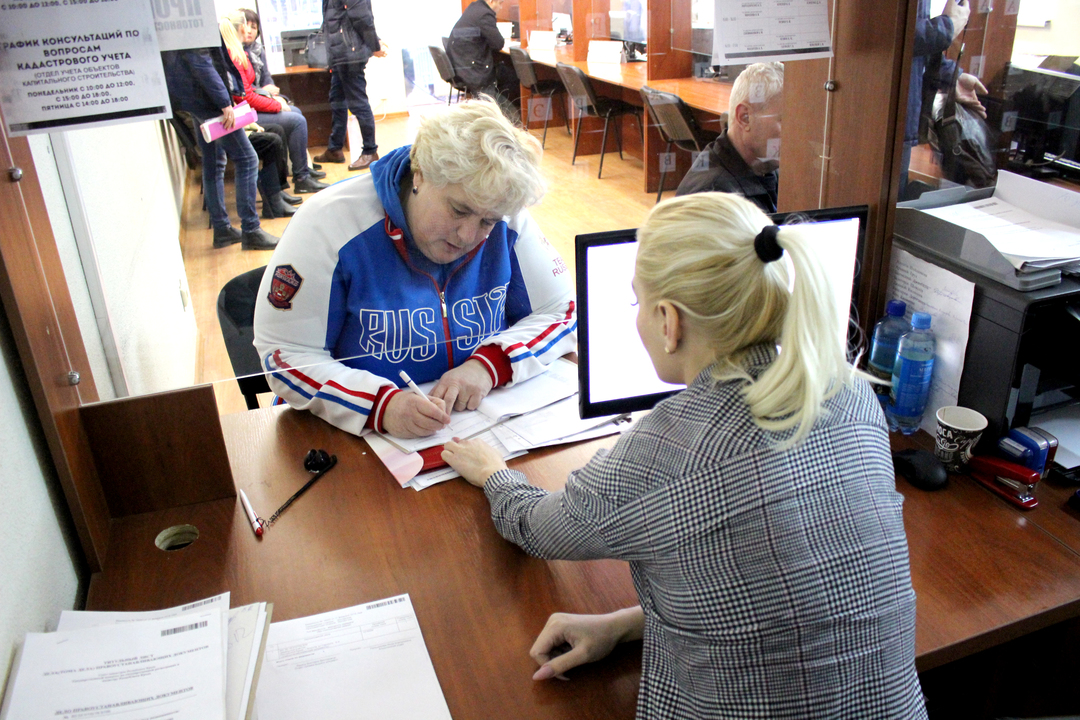
Якибчук оформляє право власності на нову квартиру, 2019 рік

Після анексії Криму Росією Тетяна Якибчук прийняла російське громадянство і погодилася виступати під російським прапором. Національний комітет спорту інвалідів України через це зажадав від Якибчук повернути дві інвалідні коляски. У 2014 році стала срібним призером чемпіонату Росії з адаптивного спорту. За підсумками 2014 року було включено до списку найкращих спортсменів Криму.
У березні 2015 року на Всеросійських змаганнях з легкої атлетики серед людей з інвалідністю (жінки, клас F 33), які пройшли в Саранську, завоювала золоту медаль з результатом 5,20 метрів. У складі збірної Криму брала участь у Всесвітніх іграх спортивної федерації візочників і ампутантів 2015 року в Сочі. Якибчук посіла друге місце в метанні ядра (клас F-33). У 2017 році увійшла до списку найкращих спортсменів і тренерів з адаптивного спорту в Криму .
Бронзова призерка зимового чемпіонату Росії зі штовхання ядра 2018 року, що пройшов у Новочебоксарську . За підсумками 2018 року увійшла до списку найкращих спортсменів і тренерів адаптивного спорту Криму. Наприкінці 2018 року влада Криму вручила Якибчук двокімнатну квартиру в Сімферополі.

## Суспільна діяльність

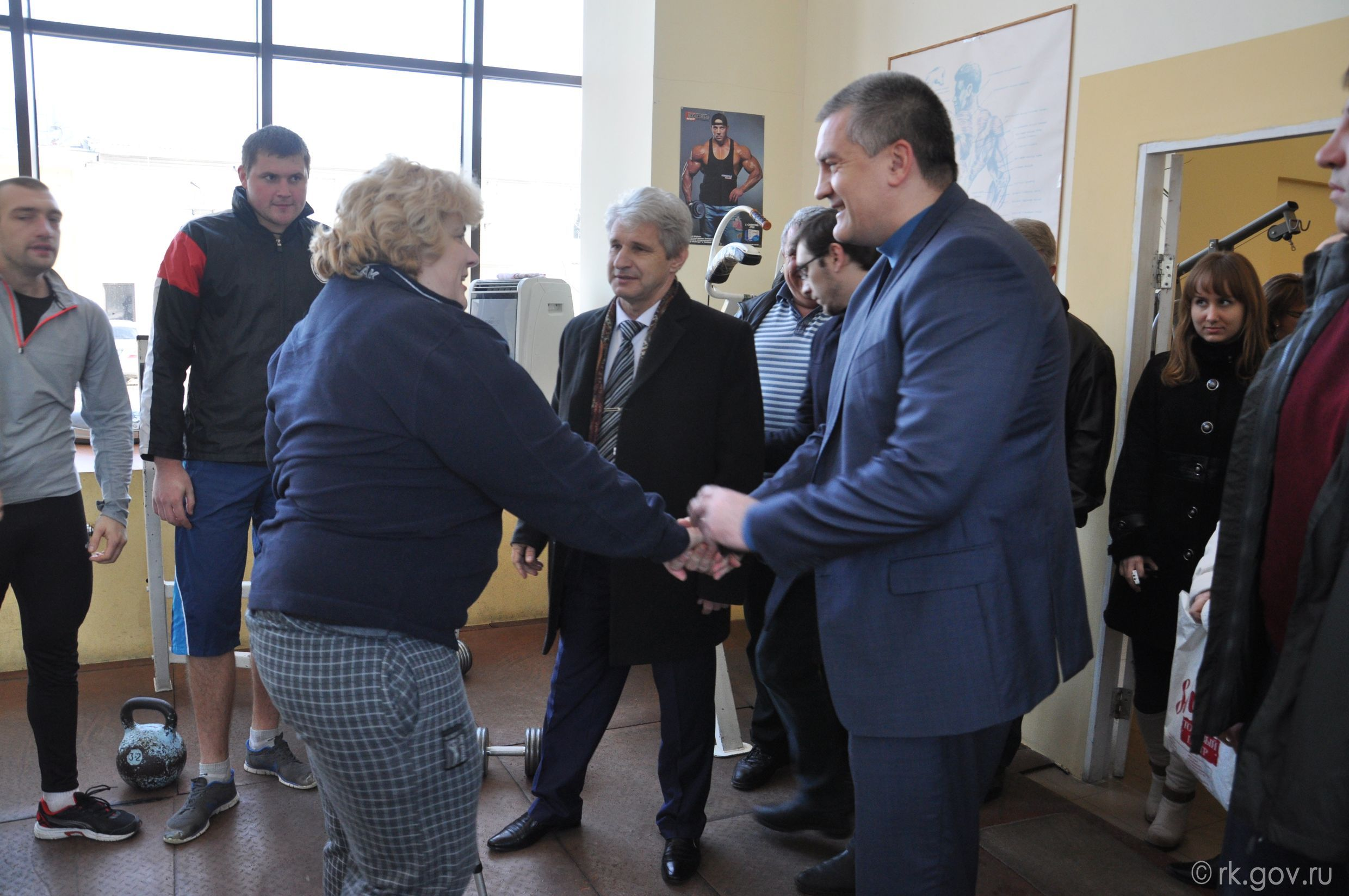
Якибчук та Сергій Аксьонов, 2015 рік

Створила і очолила Федерацію інвалідного спорту Сімферополя.
Експертка Загальноросійського народного фронту в Криму. Засудила рішення Міжнародного паралімпійського комітету усунути російських спортсменів від Паралімпіади 2016 року в Ріо-де-Жанейро.

## Нагороди та звання
- Почесна грамота Ради міністрів Автономної Республіки Крим (9 вересня 2003) — за значний особистий внесок у розвиток фізичної культури і спорту, пропаганду здорового способу життя серед населення, багаторічну сумлінну працю, високий професіоналізм[27]
- Відзнака Автономної Республіки Крим «За вірність обов'язку» (18 жовтня 2004) — за мужність і завзятість, проявлені при досягненні спортивних результатів на XII Параолімпійських іграх (м Афіни), вклад в розвиток фізичної культури і спорту[28]
- Орден княгині Ольги III ступеня (19 жовтня 2004) — за досягнення значних спортивних результатів, підготовку чемпіонів та призерів ХІІ літніх Паралімпійських ігор в Афінах, піднесення міжнародного престижу України[29]
- Орден «За заслуги» III ступеня (7 жовтня 2008) — за досягнення високих спортивних результатів на XIII літніх Паралімпійських іграх в Пекіні (Китайська Народна Республіка), проявлену мужність, самовідданість і волю до перемоги, піднесення міжнародного авторитету України[30]
- Почесна Грамота Кабінету Міністрів України (2008)[31]
- Почесний громадянин Сімферополя (2008)[32]

## Особисте життя
Якибчук виховує трьох дітей.